# 歴史シミュレーションゲーム
歴史シミュレーションゲーム（れきしシミュレーションゲーム）は、シミュレーションゲームのなかでも「国盗り合戦」をモチーフにしたもの。日本では中でも、歴史上実在した土地や国家や武将などが登場する古代から近世までの歴史ものを指して呼ぶことが多い。

## 概要
ボードゲームのシミュレーションにおいてはその初期から存在する代表的な分類であり、ウォー・シミュレーションゲームの代表でもあった。コンピューターゲームにおいても同様だが、日本においては、パソコン普及期に登場した光栄の『信長の野望』『三國志』などによって確立したジャンルと言って過言ではない。また近年では、全国統一が主な目的であった従来の戦争中心のゲームから、『Europa Universalis』『シヴィライゼーション』のように全国統一を目的とせず、国家の運営を全面的に扱い、ウォーシミュレーションの枠に収まりきらない作品も増えてきている。
海外において、「historical game（ヒストリカル・ゲーム）」という用語があるが、これは史実の戦場を扱ったゲーム、例えば関ヶ原の戦い、ノルマンディ上陸作戦、湾岸戦争など過去の戦場を再現したゲームの事を指し、日本で言う歴史シミュレーションゲームとは意味が異なる。

## 定義
エイジ オブ エンパイア シリーズやシヴィライゼーションシリーズは確かに歴史をモチーフとしているが、マップや戦術面で史実の再現を目指していないことなど歴史シミュレーションゲームとしての要件を欠くとして、厳密に言うと歴史シミュレーションではない。
また小説『三国志演義』は史実を元にしたフィクションであるが、モチーフとした作品は歴史シミュレーションとされることが多い。しかし同じく中国三大奇書に数えられる『西遊記』を題材に取った作品は、現実的ではないことも多く含まれている為か、たとえシミュレーションゲームであっても歴史シミュレーションゲームに分類されることはまれである。同じく三大奇書の『水滸伝』をモチーフとした作品は歴史シミュレーションとされることもされないこともある。
このように定義としては曖昧な用語でもある。

## 歴史シミュレーションゲームの日
1981年10月26日に、光栄マイコンシステム（現コーエーテクモゲームス）による同社初の歴史シミュレーションゲーム、『川中島の合戦』が発売されたことにちなみ、発売35周年にあたる2016年に10月26日を「歴史シミュレーションゲームの日」とすることを同社が制定。一般社団法人・日本記念日協会により認定された。

## 主な歴史シミュレーションゲームの一覧
- Europa Universalis
- Hearts of Iron
- Victoria
- Crusader Kings
- History of the World
- Machiavelli
- Total War（トータル・ウォー）シリーズ
- 戦国大名
- 天下統一シリーズ
- 信長の野望シリーズ
- 三國志シリーズ
- 蒼き狼と白き牝鹿シリーズ
- 斬シリーズ
- 戦国史
- 大航海時代シリーズ
- ブラウザ三国志